# Scopa (kaartspel)

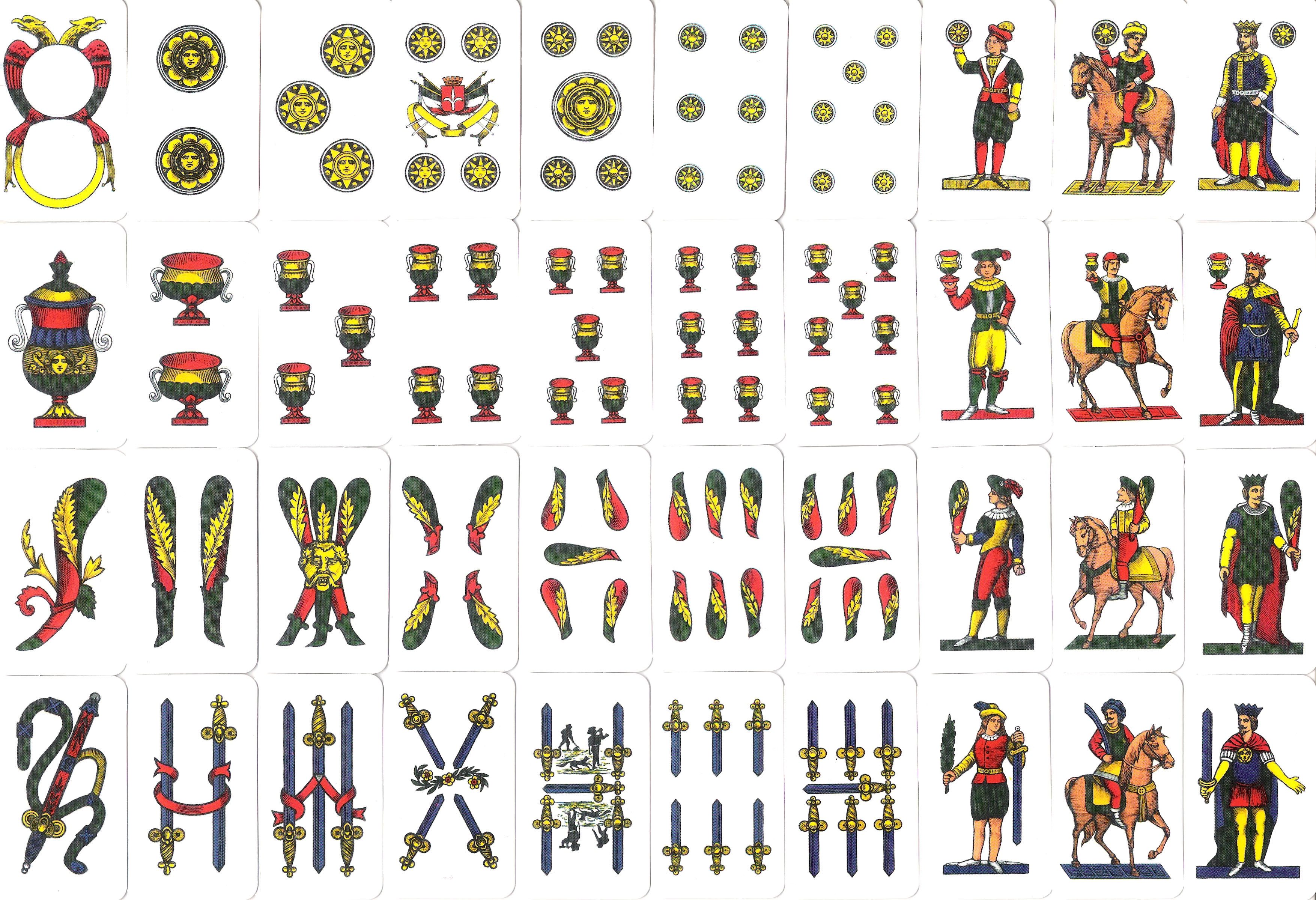
Napolitaanse speelkaarten (Carte napoletane)

Scopa (letterlijk "bezem") is een van de twee nationale kaartspelen van Italië, de andere is Briscola. Het spel is ook populair in Argentinië en Brazilië, daarheen gebracht door Italiaanse immigranten. Het wordt gespeeld met een standaard Italiaans 40-kaarten spel. Scopa wordt ook gespeeld in voormalig Italiaanse koloniën zoals Libië en Somalië. Over het algemeen wordt het gespeeld met twee spelers of twee teams van twee spelers elk. Het kan echter ook met 3, 4, 5 of 6 individuele spelers worden gespeeld.
De naam is een Italiaans zelfstandig naamwoord, die letterlijk vertaald "bezem" betekent. In het spel betekent een scopa al de kaarten "van de tafel vegen".

## Geschiedenis
Scopa was in de 18e eeuw al wijdverspreid door Italië, maar er is geen eerder bewijs van het ontstaan van het spel.

## De kaarten
Een Italiaans kaartspel bestaat uit 40 kaarten, ingedeeld in 4 "kleuren": Ori of Denari (munten), Coppe (kelken / bekers), Spade (sabels) en Bastoni (knuppels).
De waarde van de kaarten lopen op van 1 tot en met zeven, plus drie andere kaarten per kleur: Boer [Fante in het Italiaans] (waarde 8), Ridder [Cavallo in het Italiaans] (waarde 9) en de Koning [Re in het Italiaans] (waarde 10). De boer is een staande man, de ridder een ruiter en de koning een gekroonde man. De waarde van de rest van de kaarten kan worden bepaald door de hoeveelheid munten, kelken, sabels of knuppels afgebeeld op de kaart.

## Het spel
De spelers zitten aan de speeltafel. Als er in teams gespeeld wordt, zitten teamleden tegenover elkaar. Eén speler is de deler.
Beginnende met de speler aan zijn/haar rechterkant van de deler, verder tegen de klok in, deelt drie kaarten aan elke speler, steeds een tegelijk. Tijdens het delen worden er eveneens vier kaarten open op tafel gelegd.
Als drie of vier van de open tafelkaarten koningen zijn, is het onmogelijk om de tafel te vegen. In dit geval is het delen niet geldig. Er wordt opnieuw geschud en de deler begint opnieuw.
De speler rechts van de deler opent het spel. Deze speler heeft twee opties: Ofwel een kaart op tafel spelen, ofwel een slag maken. Een slag wordt gemaakt door een kaart uit de hand te passen bij een kaart van dezelfde waarde die al op tafel ligt, óf door een kaart uit de hand te passen bij de som van waardes van twee of meerdere kaarten op tafel. In beide gevallen worden zowel de kaart uit de hand van de speler als de bijgepaste kaart(en) verwijderd en gedekt voor de speler op tafel gelegd. Deze kaarten zijn nu uit het spel en blijven dat tot de score wordt opgemaakt aan het eind van de ronde.
Voorbeeld: de speler heeft op zijn/haar hand: de 2 van munten, de 5 van zwaarden, en de 7 knuppels. Op tafel liggen de 1 van munten, de 5 van kelken en de 6 van zwaarden. De spelers mogelijkheden zijn: Hij/zij:
1. Speelt de 2 van munten op tafel. Die wordt open neergelegd bij de andere open kaarten.
2. Maakt een slag door de 5 van zwaarden te passen bij de 5 van kelken en legt beide kaarten gedekt voor hem/haar op tafel.
3. Maakt een slag door bij de 6 van zwaarden en de 1 van munten, uit de hand de 7 van kelken te passen, en legt de drie kaarten gedekt voor zich op tafel.

Nota bene: Het is niet toegestaan een kaart te spelen (open op tafel leggen) waarmee een slag gemaakt kan worden. Als, bijvoorbeeld, een 2 en 4 op tafel liggen, en de speler heeft een 6 op de hand, dan moet die speler ofwel daarmee de slag maken, ofwel een andere kaart uit de hand spelen.
Mocht het mogelijk zijn om een kaart bij te passen bij ofwel één kaart, ofwel meerdere kaarten, dan is de speler verplicht de slag te maken op de ene kaart.
Voorbeeld: als er op tafel een 1, 3, 4 en een 8 (boer) liggen en de speler heeft een boer op de hand, dan mag hij/zij de boer niet bijpassen bij de 1,3 en 4, ook al zijn die samen 8 punten waard. Wel mag hij/zij de boer bij de boer passen.
Als alle spelers hun drie handkaarten hebben gespeeld, deelt de deler weer drie kaarten per speler, weer beginnend bij de speler rechts van de deler. Die speler begint wederom. Er worden geen extra kaarten op tafel gedeeld. Dit gaat zo door tot er geen kaarten meer in het spel zitten.
Nadat de deler de laatste kaart uit de laatste hand van de ronde heeft gespeeld, krijgt die speler die als laatste een slag maakte de overblijvende openliggende kaarten toebedeeld.
Na de laatst gespeelde kaart worden de punten geteld (zie onder). Als geen van de spelers of team het spel nu gewonnen heeft, wordt diegene deler die in de vorige ronde rechts van de deler zat. De nieuwe deler schudt en deelt opnieuw. De nieuwe ronde werkt als boven beschreven.

## De puntentelling
De punten worden geteld na elke ronde (als alle kaarten uit het spel zijn gespeeld).
Als er in teams wordt gespeeld, leggen de teamleden al hun gewonnen kaarten bij elkaar voor er wordt geteld.

### Basispuntentelling
Eén punt wordt gegeven aan elke speler of team die/dat: 
- De meeste kaarten heeft weten te bemachtigen
- De meeste kaarten van Munten in bezit heeft
- De sette bello ("mooie zeven") heeft: De 7 van Munten
- De hoogste Primiera bezit (soms foutief "de meeste zevens" genoemd) - Zie onder.

Als beide teams of spelers evenveel kaarten hebben, hetzelfde aantal Munten, of dezelfde prime-waarde, worden die resultaten niet beloond met punten.

### Primiera
De "primiera" voor elk team wordt bepaald door de "beste" kaarten van het team in elk van de vier kleuren te nemen, en de waardes van die vier kaarten op te tellen. Om de "primiera" te berekenen is de volgende waardetabel van toepassing:
- Zeven = 21 punten
- Zes = 18 punten
- Eén = 16 punten
- Vijf = 15 punten
- Vier = 14 punten
- Drie = 13 punten
- Twee = 12 punten
- Koning, Ridder, en boer = 10 punten elk

Als één team bijvoorbeeld de Munten 7, Kelken 7, de Knuppel 6 en de Sabel 1 heeft, dan is de primiera van dat team: 21+21+18+16 = 76.
Nota Bene: De volgorde van de "beste" kaarten om de "primiera" te bepalen is dus niet hetzelfde als de waarde van de kaarten in het spel!
Het mag duidelijk zijn dat de zeven van Munten de waardevolste kaart uit het spel is, aangezien het bijdraagt aan 3 van de vier te behalen punten.

### Scopa
Aanvullend op de vier standaardpunten, kunnen de teams of spelers punten krijgen voor elke "scopa" die ze trokken tijdens het spel. Een scopa wordt gegeven wanneer een team of speler alle kaarten van tafel weet te spelen. Bijvoorbeeld:
Als op tafel alleen een 2 en een 4 liggen, en een team of speler speelt een 6, dan wordt een scopa toebedeeld. (de 2 en de 4 worden met de 6 samen uit het spel op de stapel van betreffende speler gelegd)
Volgens de traditie wordt een van de kaarten uit deze slag open op de stapel gewonnen kaarten gelegd, om bij de puntentelling de scopa te herinneren.
De tafel leegspelen met het laatste spel van de laatste hand van de ronde telt niet als een scopa.

## Einde van het spel
Het spel wordt gespeeld tot één team of speler ten minste 11 punten heeft en een groter totaal aantal punten dan welke andere speler of team.
Alleen aan het eind van een ronde worden er punten berekend, dus niet tijdens een ronde, ook niet de scopa-punten. Als de score tijdens het spel 10 tegen 9 is, en het bovenliggende team behaalt de 7 Munten of een scopa, kan dat team nog geen winst claimen. Het is nog steeds mogelijk dat het andere team een gelijk aantal punten, of zelfs meer weet te behalen, wanneer de uiteindelijke puntentelling plaatsvindt.

## Alternatieve versies
Er zijn vele vormen van Scopa. Aangezien er geen formele regels zijn worden er over het algemeen afspreken gemaakt over de regels voor aanvang van het spel.
Veel van de volgende versies kunnen worden samengevoegd om nieuwe versies te creëren. Bijvoorbeeld, een veelvoorkomende vorm in de regio van Milaan combineert de versies; "Scopone scientifico, "scopa d'Assi" en "Napola"

### Spelen met Franse kaarten
Wanneer er met een standaard 52-kaarten kaartspel wordt gespeeld, moeten er 12 kaarten verwijderd worden uit het spel. Dit kan door de Boer-, Vrouw- en Heer-kaarten te verwijderen. Dit is het makkelijkst voor onervaren spelers. Het meer traditionele alternatief is om de 8'en, 9's en 10'en te verwijderen. Dit resulteert in een kaartspel overeenkomstig aan het originele spel. In dit geval heeft de Boer de waarde 8, de Vrouw de waarde 9, en de Heer de waarde 10. In alle gevallen zijn de Diamanten gelijk aan de Munten uit het originele spel. De rest van de kleuren kunnen vastgesteld worden door de spelers.

### Scopa d'Assi (Asso piglia tutto)
In deze versie van het spel resulteert het spelen van een 1 in een slag van alle kaarten op tafel. Dit geldt niet als een Scopa.
Als er al een 1 aanwezig is op tafel, moet alleen deze worden geslagen in het geval dat een speler een 1 speelt.

### Scopone
Scopone is een versie van Scopa die wordt gespeeld in 2 teams van 2. Aan het begin van een ronde worden alle kaarten gedeeld (4 kaarten open op tafel, 9 kaarten aan elke speler). Het spel duurt totdat alle kaarten zijn verspeeld.

#### Scopone scientifico
Scopone scientifico is een versie van Scopone waarin er geen kaarten open worden gedeeld, en de 4 extra kaarten worden verdeeld over de spelers (in totaal dus tien kaarten per speler).

### Napola (Scopone trentino)
In deze versie worden extra punten gegeven aan het team dat de munten 1, 2 en 3 slaat. Dit team heeft dan een Napola (of Napula). Dit team ontvangt punten gelijk aan de hoogste opeenvolgende kaart die zij hebben geslagen. Bijv. als een team de munten 1, 2, 3, 4, 5, en 8 heeft geslagen, ontvangt dit team 5 extra punten.
Omdat de punten in deze versie sneller kunnen oplopen, wordt deze versie gespeeld tot een team 21 punten heeft behaald. Als een team in één ronde alle 10 de munten weet te slaan, winnen zij onmiddellijk het hele spel.

### Re Bello
In deze variatie ontvangt het team of de speler met de munten Koning een extra punt, naast de punt voor de munten 7.
In regio's van Calabrië (voornamelijk in de buurt van Cosenza), gaat het extra punt naar het team of de speler met de Kelker 7.

### Scopa di Quindici
In Scopa di Quinidici (vijftien) is het doel niet om het aantal op de gespeelde kaart overeen te laten komen met de kaarten op tafel. In deze versie is het doel om een combinatie te maken die uitkomt op 15 (quinidici). De gespeelde kaart telt hierin mee.
Voorbeeld: Op tafel ligt een Boer (8), een 5, een 6 en een Ridder (9). De speler heeft op zijn  hand een 7, een 4, en een Heer (10). Zijn opties zijn:
- Zijn 7 combineren met de Boer (7+8=15),
- Zijn 4 Combineren met de 5 en de 6 (4+5+6=15),
- Zijn heer Combineren met de 5 (10+5=15).

### Cirulla
In deze genuese versie van het spel is een combinatie van het originele spel, "Scopa di Quindici" en "Scopa d'Assi", en het geeft extra punten aan het team of de speler met de Grande (5 punten voor het team of de speler die de munten Boer, Ridder en Heer weet te bemachtigen.), Piccola (1 punt voor elke opeenvolgende munten kaart van de 1. Het is mogelijk dat een speler de punt voor 'meeste munten' krijgt, maar zowel de Grande als de Piccola niet ontvangt, als het andere team of speler de belangrijke kaarten in handen heeft (1, Boer, Ridder, Heer).
Verder mag een speler nadat er wordt gedeeld het totaal van zijn kaarten optellen. Als dit minder dan 9 is, mag de speler zijn kaarten gesloten op tafel leggen, en 3 punten noteren bij zichzelf of zijn team. Hierin telt de 7 bekers als Matta (Joker) en mag de speler zelf beslissen wat de waarde ervan is.
Aangezien de punten zeer snel op kunnen lopen, en de koploper in een paar beurten achter kan komen te staan, wordt deze versie gespeeld tot 51 punten.